# El Salto (diario)
El Salto es un diario de  actualidad, investigación, debate y análisis con formato diario web y revista trimestral en papel editado en España. Es un medio de información independiente fundado en 2017 a partir de la convergencia de varias decenas de medios de comunicación. Apuesta por la cooperación y la suma de fuerzas para lanzar un gran medio que funcione con otras reglas: democrático, de propiedad colectiva, descentralizado y financiado por la gente, no por grandes corporaciones.Se financia por micromecenazgo y en 2023 tiene unos 10.000 socios inscritos que apoyan económicamente su publicación en abierto.

## Historia
El Salto surgió en 2016 por iniciativa del periódico Diagonal con el fin de cooperar con otros medios españoles de comunicación crítica e independiente. Su objetivo era crear un medio propio, con muchos más recursos y capacidad de incidencia, que contribuya a la transformación social y la creación de otros relatos sobre la realidad desde el periodismo de calidad, el análisis, la investigación y el humor. El grueso de sus contenidos era creado por colaboradores no remunerados por su trabajo. 
Para ello, el 28 de noviembre de 2016 iniciaron una campaña de accionariado popular, poco después de haber lanzado una campaña de crowdfunding para intentar salvar el proyecto de Diagonal con la que recaudaron más de 100.000€. Según indicaron, no querían depender económicamente de gobiernos ni de empresas, sino de una comunidad de miles de socios, con posibilidad de decidir, si así lo desean, sobre las cuestiones centrales del medio. El 15 de diciembre Diagonal publicó su último número para volcarse en el nuevo proyecto. La respuesta superó todas las expectativas y consiguieron en los primeros meses de la campaña 2800 nuevos socios. A día 7 de diciembre de 2020, El Salto cuenta con cerca de 200 colaboradores y más de 9000 socios.Ya en 2023, el número de personas asociadas creció hasta las casi 10.000 inscritas.
El 1 de marzo de 2017 lanzó su primer número en papel, una publicación de carácter mensual de entre 64 y 80 páginas, con reportajes, humor y análisis reposado, que incluye secciones a cargo de medios que participan de El Salto, como Pikara Magazine, El Salmón Contracorriente y la revista Soberanía Alimentaria.
A partir de 2018, El Salto coordina siete proyectos informativos en diferentes territorios estatales (ver siguiente sección), más de 60 blogs y una plantilla fija de 25 empleadas. A estas personas se les unen colaboradores puntuales: más de 200 personas participan activamente en el proyecto, en su mayoría también de forma altruista. Junto al diario digital y la publicación mensual en papel, también hay dos plataformas que producen contenido radiofónico (El Salto Radio) y audiovisual (El Salto TV). Tanto en la web como en el papel, las noticias propias de cada territorio se combinan con la información estatal e internacional. 

## Ediciones regionales y boletines
Junto a la publicación diaria digital, El Salto cuenta con una edición impresa mensual de tirada nacional. Además en algunas autonomías españolas incorpora contenidos regionales redactados por medios locales asociados. Las ediciones regionales se editan en Andalucía, Extremadura, Galicia (O Salto), La Rioja, Navarra (Hordago) y Valencia.
En Andalucía, Extremadura, Galicia, Madrid, Navarra y Comunidad Valenciana han surgido proyectos formados por medios locales, periodistas y activistas, que se han sumado a El Salto con ediciones locales del mensual. Cada número incluye en cada uno de estos territorios 16 páginas de información producida por el nodo local.
El Salto publica periódicamente boletines en los que recopila los distintos materiales temáticos.